# Andrea Sacchi
Andrea Sacchi (Nettuno, cerca de Roma, 30 de noviembre de 1599-21 de junio de 1661) fue un pintor italiano del clasicismo, activo en Roma. A esta generación de artistas pertenecen los pintores Nicolas Poussin y Giovanni Battista Passeri, los escultores Alessandro Algardi y François Duquesnoy y el biógrafo Giovanni Bellori.

## Carrera
Sacchi nació en Nettuno, cerca de Roma. Su padre, Benedetto, era también pintor. Andrea estudió en el estudio de Francesco Albani, de quien fue el último gran alumno. En 1621 se trasladó a Roma donde pasó el resto de su vida. La mayor parte de su carrera gozó del mecenazgo del Cardenal Barberini, quien le encargó arte para la iglesia capuchina en Roma y el Palacio Barberini.

### Madurez
Fue rival del coetáneo Pietro da Cortona, con quien mantuvo una controversia. Sacchi fue reclamado para que siguiese el estilo de Rafael Sanzio y él abogaba por lienzos más pequeños con menos figuras. Sacchi viajó a Venecia y Parma y estudió los trabajos de Correggio. Fue maestro de Carlo Maratta durante 22 años.
Dos de sus principales obras sobre lienzo son retablos hoy mostrados en la Pinacoteca Vaticana (ver Obras principales).

### Controversia con Pietro da Cortona
Siendo joven, Sacchi había trabajado bajo las órdenes de Pietro de Cortona en Castel Fusano (1627-1629). Pero en una serie de discusiones públicas en el gremio romano de artistas, Accademia di San Luca, criticaba la exuberancia de Cortona. En detalle, Sacchi abogó por tratar a cada figura de manera individual indicando que una pintura no debe consistir en más de diez figuras. En una composición apretada, las figuras serían privadas de individualidad, y se perdería el significado del lienzo. De alguna manera esto es una reacción contra el exceso entusiasta de muchedumbres de hombres en las pinturas tales como Zuccari de la generación anterior, y por Cortona entre sus contemporáneos. La simplicidad y la unidad eran esenciales para Sacchi. Cortona discutió que para él las pinturas grandes eran más como una epopeya, con lo que podría servirse de argumentos secundarios múltiples. La realización de la pintura con un exceso de detalles decorativos, incluyendo conjuntos de muchedumbres, representaría un arte pictórico mural más enfocado a la narrativa. Entre los partidarios de la simplicidad de Sacchi se encontraban el escultor Algardi y el pintor Poussin.
La controversia era, sin embargo, menos acalorada de lo que parece, produciendo también el descontento entre Sacchi y Albani, entre otros que compartieron la pintura artística y los temas de género. Opinaban que el arte debe centrarse en los temas bíblicos, mitológicos, o de historia clásica. 
Pero muchos otros trabajaron bajo su influencia incluyendo Luigi Garzi, Francesco Lauri, Andrea Camassei y Giacinto Gimignani. Sacchi tenía un hijo ilegítimo llamado Giuseppe, que murió joven después de crear muchas esperanzas sobre su arte. 

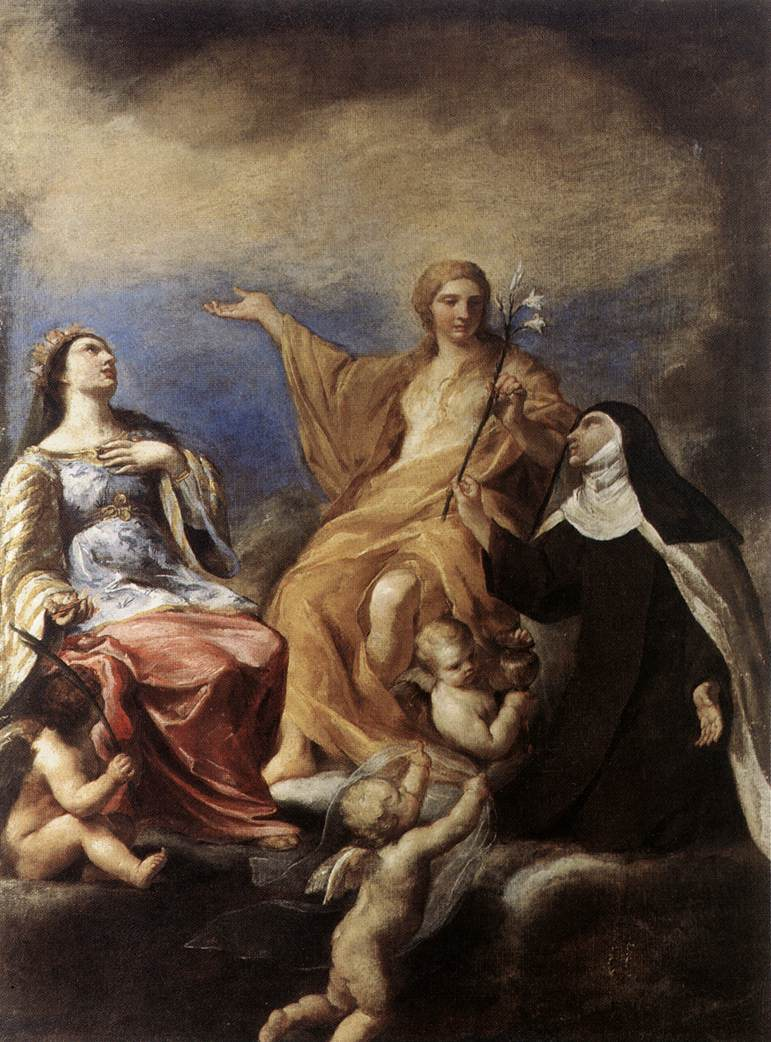
Las tres Magdalenas (1634), Palazzo Barberini, Roma.

Sacchi murió en Nettuno en 1661.

## Obras principales

### San Gregorio y el milagro
También conocido como El milagro de San Gregorio el grande, esta pintura fue realizada en 1625-57. Está expuesto en la Pinacoteca Vaticana. 
El lienzo retrata la leyenda que la emperatriz Constantia había pedido al papa Gregorio I que le diera las reliquias del cuerpo de los santos Pedro y Pablo, pero el papa, no se atreve a dárselas para no alterar los restos de estos santos, enviándole un fragmento del lino que había envuelto los restos de San Juan Evangelista. Constantia rechazó este regalo del papa tildándolo de escaso. Entonces Gregorio, para probar la fuerza de las reliquias de obrar milagros (y justificar su valor), colocó el paño en el altar, y, después de rezar, lo perforó con un cuchillo, y la sangre fluyó de ella como si de un cuerpo vivo se tratara. Un mosaico de esta pintura fue hecho en 1771 en la basílica de San Pedro. Esta pintura se repiten algunas de las posiciones dogmáticas que fueron favorecidas por la contrarreforma católica: el papel del papa como el intérprete final de la santidad, la capacidad milagrosa de las reliquias, y finalmente la validez del eucaristía como el cuerpo de Cristo.

### San Romualdo relatando su Visión de las cinco monjes de su orden
Terminado en 1631, esta pintura de la Pinacoteca Vaticana recuerda un episodio en la vida del monje benedictino, San Romualdo, de la orden camaldulense, que según se relata soñó que los miembros de su orden vestidos de blanco ascendieron al cielo (según se ve en el fondo). La serenidad y la gravedad de los monjes, puestos en orden como en un discurso filosófico, es característico de Sacchi.

### La sabiduría divinaen el Palazzo Barberini
El fresco del Palazzo Barberini (1629-33) está considerado la obra maestra de Sacchi. Representa la sabiduría divina. El trabajo se inspiró en el mural de Rafael llamado El Parnaso que se halla en las llamadas estancias de Rafael.  

El emblema personal de Urbano VIII es la sabiduría divina y la constelación del león en el fresco de Sacchi... el ojo miar al fresco e intenta penetrar más allá de él, a la puerta siguiente de la capilla. Desde el punto de vista correcto el sol de la Divina Sabiduría aparece como si estuviera asomado sobre la bóveda de la capilla, "radiando hacia abajo su benefactora luz"... La interpretación astrológica de Scott... está convencido que tiene también una interpretación política. Debido a la conjunción favorable de las estrellas en dos momentos dominantes, nacimiento de Urbano VIII y la elección papal, el Barberini había "nacido y elegido para gobernar." Campanella podría haber dicho que el papa cuando lo eligieron, el sol hubiera entrado en la gran conjunción con Júpiter (Sacchi pinta el águila conjuntamente con el sol y el león). El sobrino de Urbano VIII, Taddeo Barberini, el patrón de esta ala del palacio y el pariente en el cuál la familia fija sus esperanzas de descendencia e inmortalidad, tenía una carta natal similar a la de su tío y por coincidencia el nacimiento de su hijo se produjo durante su residencia en el palacio. La pequeña capilla adyacente al fresco de Sacchi fue diseñada para el bautismo de tales niños, y sus frescos llevan todos los talismanes de fertilidad. Las estrellas pintadas podían esperar el nacimiento de otro niño nacido y elegido para gobernar en las siguientes generaciones.Joseph Connor, New York Review of Books, 

### Otras obras
Otras grandes obras de Sacchi son:
- La muerte de Santa Ana, en San Carlo ai Catinari, Roma
- San Andrés, en el Palacio del Quirinal
- San José, en Caponile Case.
- Nacimiento de San Juan Bautista, Museo del Prado.[2]

Otras obras del artista están Perugia, Foligno y Camerino. El Museo del Prado conserva varias obras y dibujos de Sacchi incluido un retrato de su maestro Francesco Albani.